# Agrotis orthogonoides
Agrotis orthogonoides là một loài bướm đêm trong họ Noctuidae.